# Wallisellen
Wallisellen is een gemeente en plaats in het Zwitserse kanton Zürich, en maakt deel uit van het district Bülach.
Wallisellen telt 12.421 inwoners.